# Haus Hanstein

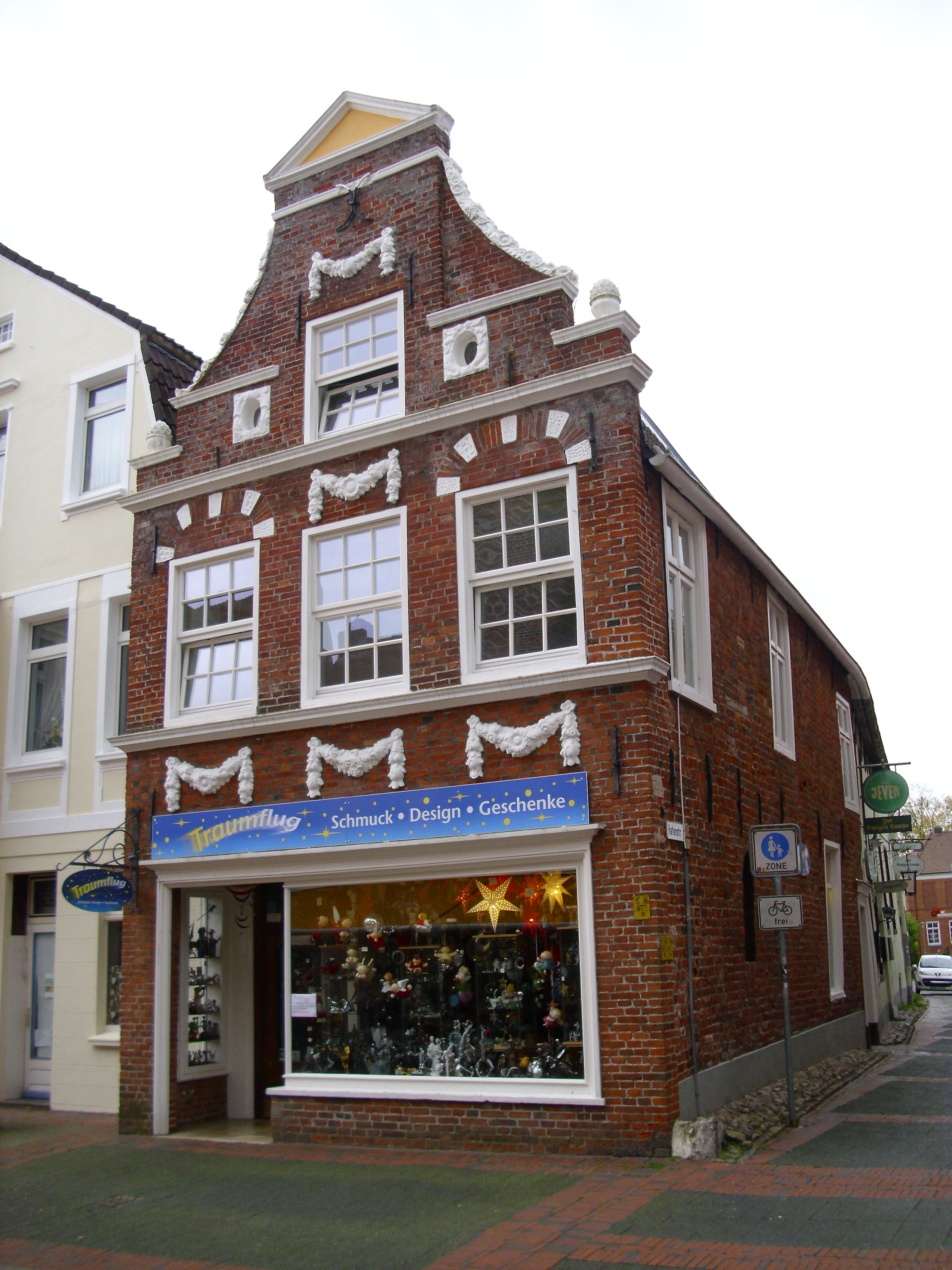
Haus Hanstein in der Auricher Fußgängerzone, Burgstraße 33 (September 2015).

Das Haus Hanstein in der ostfriesischen Kreisstadt Aurich (Landkreis Aurich, Niedersachsen) ist ein unter Denkmalschutz stehendes Gebäude aus dem 17. Jahrhundert. Es hat die Adresse Burgstraße 33 und ist das älteste noch erhaltene Haus der Stadt. Benannt ist es nach seinem langjährigen Besitzer.

## Beschreibung
Das Haus Hanstein ist ein zweigeschossiges Backsteinhaus. Im Kern ist es ein mittelalterliches Backsteinhaus. Der zierliche geschweifte Barockgiebel wurde am Ende des 17. Jahrhunderts vorgesetzt. Die Fenster sind mit Festons (stilisierte Blumengewinde) verziert.

## Geschichte
Das Haus Hanstein war das erste Gerichtshaus der Stadt, die so genannte Snappe. Unten im Hause befanden sich der Überlieferung zufolge einst die Wohnung des Gerichtsdieners und vorn an der heutigen Burgstraße die Gefängnisse. Nach Angaben von Tileman Dothias Wiarda fand man um 1700 einen Schließbolzen. Auch die heute noch vorhandene Vergitterung der Kellerfenster spricht für diese These. Dieses Gerichtsgebäude sei „nachher“, so Wiarda, in das so genannte Harlingsche Haus zur Rechten der Alten Kanzlei verlegt worden, wo sich noch heute eine Reliefdarstellung der Justitia mit der Jahreszahl 1568 befindet.
Laut dem Ostfriesischen Geschichtsschreiber Eggerik Beninga kamen in dem Haus die Häuptlinge Folkmar Allena und Ocko I. tom Brok im Jahre 1391 zu Verhandlungen zusammen. Demnach war das Haus zu dieser Zeit eine Herberge. Alena belagerte Ocko seinerzeit auf seiner Auricher Burg. Das Gespräch verlief ergebnislos. Ocko wurde trotz der Gewährung freien Geleits entweder noch in dem Haus oder auf dem Weg zu seiner Burg von seinen Gegnern ermordet.
Um 1700 ließ der Auricher Ratsherr Coop Broyels das Gebäude umbauen und mit einem vorgesetzten Barockgiebel ausstatten. 1767 bewohnte der Regierungsrat Matthias von Wicht das Haus. Auf ihn folgten Dr. Franzius sowie verschiedene Regierungsbeamte wie Kettler und Homfeld. Um 1800 war es im Besitz der Erben Homfelds.
Nach Angaben des ostfriesischen Heimatforschers Otto Galama Houtrouw (1838–1933) befanden sich im Giebel einst eine Darstellung der Justitia mit Waagschale und Schwert sowie die Jahreszahl 1558. Um 1850 wies das Haus, nach einer Zeichnung des örtlichen Malers mit dem Namen Maurer, an beiden Seiten und über den Fenstern des ersten Stockwerks Festons auf. In den Jahren nach 1850 wurde das Gebäude verputzt. Im Jahre 1957 wurde schließlich die Originalansicht des Giebels wiederhergestellt.
Derzeit gibt es im Erdgeschoss Geschäftsräume. In den darüberliegenden Etagen befinden sich Wohnungen.